# مل لاستمن
مل لاستمن (انگلیسی: Mel Lastman; ۹ مارس ۱۹۳۳ – ۱۱ دسامبر ۲۰۲۱) سیاستمدار اهل کانادا بود.